# 아르투르 에커트

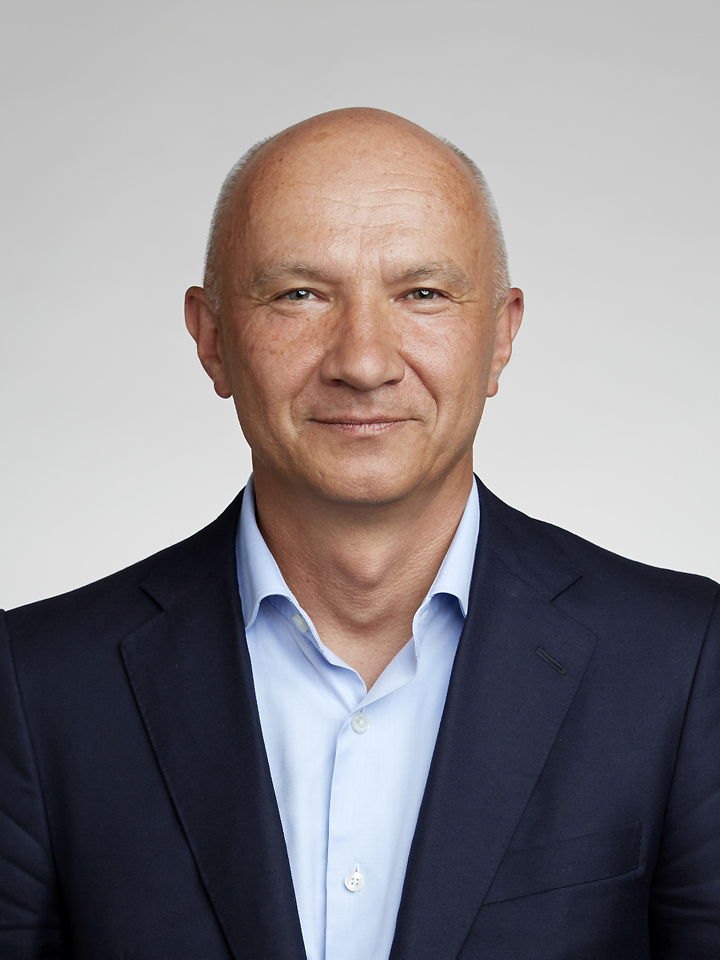

아르투르 콘라트 에커트(Artur Konrad Ekert, 1961년 9월 19일 ~)는 옥스퍼드 대학교 수학 연구소의 양자 물리학 교수이자, 옥스퍼드 대학교 머튼 칼리지의 양자 물리학 및 암호학 교수 연구원, 싱가포르 국립 대학의 리콩치안 센테니얼 교수이자 양자 기술 센터(CQT)의 창립 이사이다. 그의 연구 관심사는 양자 역학 시스템의 정보 처리의 대부분 측면으로 확장되며, 특히 양자 통신과 양자 계산에 초점을 맞춘다. 그는 양자 암호학의 선구자 중 한 명으로 가장 잘 알려져 있다.

## 생애
에커트는 브로츠와프에서 태어났으며, 크라쿠프의 야기에우워 대학교와 옥스퍼드 대학교에서 물리학을 공부했다. 그는 1987년부터 1991년까지 옥스퍼드 대학교 울프슨 칼리지에서 대학원생으로 재학했다. 그는 박사학위 논문에서 양자 얽힘과 비국소성을 이용해 완벽한 보안성을 갖춘 암호화 키를 분배하는 방법을 보여주었다.
1991년에 그는 주니어 연구 펠로우 로 선출되었고, 이어서(1994년) 옥스퍼드 대학교 머튼 칼리지의 연구 펠로우가 되었다. 당시 그는 옥스퍼드 대학에 양자 암호화와 계산 분야의 세계 최초의 연구 그룹을 설립했다. 이후, 이 센터는 현재 케임브리지의 DAMTP에 있는 양자 계산 센터로 발전했다.
그는 1993년부터 2000년까지 왕립학회 하우 펠로우로 재직했다. 1998년에 그는 옥스퍼드 대학교의 물리학 교수로 임명되었고, 옥스퍼드 대학교 케이블 칼리지의 물리학 펠로우 및 튜터가 되었다. 2002년부터 2006년까지 그는 케임브리지 대학교 응용수학 및 이론물리학과 Leigh-Trapnell 양자물리학 교수였으며 케임브리지 대학교 킹스 칼리지의 교수 펠로우였다. 그는 2006년부터 옥스퍼드 대학교 수학 연구소에서 양자 물리학 교수로 재직하고 있다. 또한 2006년에는 싱가포르 국립대학교의 Lee Kong Chian Centennial 교수로 임명되었으며 양자 기술 센터(CQT)의 창립 이사가 되었다. 2020년에 오키나와 과학기술대학에 겸임교수로 합류했다.

## 연구
에커트의 연구는 양자 역학 시스템의 정보 처리의 대부분 측면을 다루며, 특히 양자 암호화와 양자 계산에 초점을 맞춘다. 그는 양자 비국소성 및 벨 부등식의 개념을 바탕으로 얽힘 기반 양자 키 분배를 도입했다. 그의 1991년 논문은 물리학과 암호학의 활발한 새로운 분야를 확립한 새로운 연구의 물결을 일으켰다. 이 논문은 해당 분야에서 가장 많이 인용된 논문 중 하나이다.
그의 다른 주요 공헌으로는 양자 상태 교환, 최적 양자 상태 추정 및 양자 상태 전송에 관한 연구가 있다. 그는 동일한 협력자들과 함께 수학적 증명 개념과 물리 법칙 사이의 연결에 관해 글을 썼다. 그는 또한 과학사에 관한 저술을 기고했다.